# Aenigmodes
Aenigmodes és un gènere monotípic d'arnes de la família Crambidae. Conté només una espècie, Aenigmodes pentascia, que es troba a Veneçuela.